# F.T. Island
F.T. Island (Hàn Quốc: 에프티 아일랜드) là một ban nhạc pop-rock Hàn Quốc gồm năm thành viên. Tên FT Island là viết tắt của "Five Treasure Island", có ý nghĩa rằng năm thành viên tượng trưng cho năm kho tàng tài năng riêng biệt. Album đầu tay của họ mang tên "Cheerful Sensibility", là album thứ sáu bán chạy nhất trong năm 2007. Bài hát ra mắt của họ là "Lovesick", đứng đầu bảng xếp hạng K-pop trong 8 tuần liên tiếp. Tên hội fan chính thức là "Primadonna" và màu sắc chính thức của hội là màu nắng vàng, người hâm mộ ban nhạc thực hiện lá cờ màu vàng được gọi là "pentasticks".

## Lịch sử

### 2007

#### Khởi đầu
Mặc dù album đầu tiên của FT Island, Cheerful Sensibility, đã được dự kiến sẽ được phát hành tháng 5 năm 2007, các thành viên đã xuất hiện trên chương trình "Wanna be my boyfriend?" (Hàn Quốc: 두근두근 여친 만들기) trên kênh truyền hình Hàn Quốc Mnet. Nhóm cũng được hát trực tiếp trên sân khấu tại Rolling Hall và tổ chức giới thiệu show diễn chính thức đầu tiên của họ tại Live House Melon-AX, Gwangjang-dong ở Seoul ngày 27 tháng 5 năm 2007..
Ngày 7 tháng 6 năm 2007, nhóm ra mắt bài hát Love Sick trên chương trình truyền hình nổi tiếng M!Countdown, album đầu tay của họ, Cheerful Sensibility, được phát hành vào cùng ngày. Tuy trẻ tuổi nhưng FT Island chiếm được trái tim của giới trẻ và những người lớn tuổi với tính âm nhạc của mình, có được biệt danh "Flower Boy". Bài hát của họ đứng đầu bảng xếp hạng các ca khúc được yêu thích trong 8 tuần liên tiếp tại Hàn Quốc. Họ đã được nhận #1 M! Countdown, đánh bại các nhóm nhạc hàng đầu khác như Dynamic Duo và Fly to the Sky hai tuần sau khi ra mắt..

#### Album đầu tiên:Cheerful Sensibility
Cheerful Sensibility kết hợp 13 ca khúc chia thành hai phần, "Emotional Chapter" và "FT Island Chapter", theo thể loại nhạc của bài hát. Những "Emotional Chapter" bao gồm các bản rock ballad được sáng tác bởi những người cũng đã làm việc với nhiều ca sĩ Hàn Quốc nổi tiếng, chẳng hạn như SG Wannabe và Yoon Gun.... "FT Island Chapter" được sản xuất bởi các nhà soạn nhạc Nhật Bản đã làm việc với ban nhạc Nhật Bản, SMAP và bao gồm một loạt các bài hát pop rock..
Bán được hơn 79.000 bản trong năm 2007, nó đã là album thứ sáu bán chạy nhất của năm. Album đã được tái phát hành vào ngày 3 Tháng 12 năm 2007 mang tên The Refreshment, với ba bài hát thêm, một chương trình mix gọi là Music 2.0 cho phép điều chỉnh các mức của các nhạc cụ và giọng hát phù hợp. Ấn bản này được bán 25.724 bản trong tháng 12 năm 2007.
Không chỉ được đánh giá cao bởi âm nhạc chất lượng, FT Island còn thể hiện khả năng diễn xuất qua các MV đầu tay dài khoảng 10 phút (1 MV cho 2 bài nhạc) với tình tiết như phim truyền hình vậy.

#### Định kiến của công chúng về FT Island
Mặc dù được giới chuyên môn cũng như khán giả yêu âm nhạc đánh giá cao là 1 band tài sắc vẹn toàn nhưng vẫn có những thành phần xấu cho rằng FT Island chỉ handsync và hát nhép trên truyền hình. Trên thực tế, họ hoàn toàn chơi live và trong một số trường hợp phải nhép vì điều kiện âm thanh của các chương trình ca nhạc truyền hình lúc bấy giờ không đủ chất lượng để có thể live. Sau này, đặc biệt là sau bản MR Removed bài Like The Birds và Madly (trên show You Hee-yeol's Sketchbook), FT Island đã được công nhận khả năng chơi nhạc cụ và hát live.

### 2008

#### Hoạt động ở nước ngoài và album tiếng Nhật đầu tay:Prologue of FT Island
Sau khi ra mắt tại Hàn Quốc, FNC Music chuyển các hoạt động của FT Island ra nước ngoài. Ngày 31 Tháng 3 năm 2008, một buổi ký tặng ở Malaysia tại Cineleisure Damansara đã được tổ chức, để được thực hiện theo các ngày tiếp theo của buổi biểu diễn đầu tiên của nhóm tại Sunway Lagoon Amphitheater. Nhưng buổi biểu diễn đã bị hủy bỏ, mà thay vào đó là tổ chức tại Thái Lan, tại Royal Paragon Hall vào ngày 12 tháng 4 năm 2008. Nhóm biểu diễn các bài hát từ album của họ và trình diễn tài năng cá nhân của họ trong các buổi biểu diễn solo.
Album ra mắt tại Nhật của F.T. Island "Prologue of F.T. Island, được phát hành vào ngày 7 tháng 6 năm 2008, với ca khúc đơn đầu tiên "Soyogi". Album bao gồm 8 ca khúc, hai trong số đó là phiên bản mới của ca khúc F.T. Island và Primadonna. Ca khúc cuối, Always Be Mine, là bản tiếng Anh của ca khúc First Kiss từ album ra mắt của họ. Video âm nhạc cũng được phát hành cho Soyogi và Friendship, thể hiện sự chuyên nghiệp và trẻ trung.

#### Album tiếng Hàn thứ 2: Colorful Sensibility
Sau khi các hoạt động quảng bá tại Nhật kết thúc, nhóm quay lại Hàn Quốc để phát hành cho album thứ hai của họ, Colorful Sensibility vào 27 tháng 8 năm 2008. Bản tiếp theo, Colorful Sensibility 2 được phát hành vào 17 tháng 10 năm 2008.
Cuối năm 2008, F.T. Island phát hành The One - đĩa đơn thương mại đầu tiên tại Nhật Bản, dưới nhãn hiệu độc lập - AL Entertainment. Đĩa đơn đứng hạng 9 trong bảng xếp hạng hàng ngày uy tín Oricon. Đây là đĩa đơn chính thức cuối cùng được phát hành với thành viên Oh Won Bin trước khi anh rời nhóm.
Sau đợt quảng bá này, Lee Hong Ki gặp vấn để về cổ họng đến mức tắt tiếng, sau khi chữa trị được vài tháng đã khỏi và có thể tiếp tục hát. Trong khoảng thời gian đó, FT Island đã bị netizen cho rằng thời kỳ hoàng kim của họ thực sự chấm dứt bởi trục trặc sức khỏe của main vocal Lee Hong Ki, thậm chí còn dấy lên tin đồn band sẽ tan rã.

### 2009

#### Đội hình mới và phát hành
Vào ngày 28 tháng 1 năm 2009, có thông tin thành viên Oh Won Bin chính thức rời nhóm , thực tập sinh của FNC Song Seung-hyun đã gia nhập vào nhóm với vai trò guita và hát đệm. Với sự thay đổi này, F.T. Island ra mắt MV bài hát chủ đạo "Bad Woman" trong mini album của mình. Họ biểu diễn nó trên SBS Inkigayo và 2 ngày sau, 17 tháng 2, phát hành mini album tiếng Hàn đầu tiên "Jump Up".
Ngày 22 tháng 4, F.T. Island cho ra đĩa đơn tiếng Nhật thứ hai của mình, "I believe Myself". Đây là lần đầu tiên, các thành viên tham gia viết lời và sáng tác. Bài "Moonlight Angel" được thành viên Lee Jae-jin viết lời và thành viên Choi Jong Hun viết giai điệu cho bài hát. I Believe Myself là đĩa đơn tiếng Nhật đầu tiên của thành viên Song Seung-hyun. Họ đã tổ chức 2009 F.T. Island Tour - I Believe Myself tại Osaka, Nagoya và Tokyo suốt mùa hè năm 2009.
F.T. Island đi lưu diễn ở một số nơi ở châu Á như Singapore, Nhật, Thái Lan, Đài Loan,... trong suốt mùa hè năm 2009. Buổi diễn ra mắt của họ tại Singapore được tổ chức từ ngày 25 đến ngày 27 tháng 6.
Cùng lúc chuẩn bị cho các hoạt động ở nước ngoài, các thành viên thực hiện việc thu âm cho album thứ ba của họ. Vào ngày 9 tháng 7, công ty FNC Music tung ra những bức ảnh về album thứ 3 với tên gọi Cross & Change. Vài ngày sau, một video âm nhạc nhử ngắn được tung ra dưới dạng trực tuyến, nội dung về những đứa trẻ đang xem những thần tượng của chúng (do các thành viên đóng) trên TV. Bài hát chủ đề - I Hope/"Barae", được tung ra vào ngày 16 tháng 7. F.T. Island cố gắng tạo ra nhiều phong cách âm nhạc trong "Cross & Change", với tổng cộng 12 ca khúc, từ những bài hát theo phong cách ballad tới những bài gây nghiện rồi tới những bài hát tươi sáng. F.T. Island đã thông qua một phong cách thời trang và ý tưởng mới cho album, bằng cách sử dụng "retro" và cách gọi là "Bokgo", được lấy cảm hứng "jeans jeans look" từ những năm 80 tại Hàn Quốc.
F.T. Island phát hành đĩa đơn tiếng Nhật thứ ba của họ, Raining, vào ngày 21 tháng 10 năm 2009. Video âm nhạc ca khúc chủ đề của đĩa đơn được phát hành. Trưởng nhóm Choi Jong Hoon chơi piano cho ca khúc chủ đề thay vì guitar.

#### Nhóm nhỏ F.T. Triple.
Năm 2009, ba thành viên gồm Choi Jong-hoon, Choi Min-hwan, và Lee Jae-jin ra mắt với đội hình nhỏ gọi là F.T. Triple. Một vài lý do phía sau động thái này là để giới thiệu nhiều hơn nữa các kĩ năng của các thành viên và để tránh cho ca sĩ chính của nhóm, Lee Hong-ki phải tập luyện quá sức với giọng hát của mình. Một lý do khác nữa là để quảng bá hơn cho F.T. Island cùng lúc Lê Hong-ki đang diễn xuất trong phim You're Beautiful và Song Seung-hyun có thời gian nghỉ ngơi.
Lúc đầu, nhóm 3 đã không công bố tại Dream Concert tại Nhật Bản là "A3". Họ gần như tự gọi mình là A3 bởi vì tất vả đều có nhóm máu A. Họ muốn giữ lại chữ F.T. trong tên nên họ đã thêm Triple vào tên nhóm.
Ở F.T. Tripe, Lee Jae-jin, giữ vai trò bass trong F.T. Island, trở thành guitar và hát chính; Choi Jong-hoon chơi piano và Choi Min-hwan tiếp tục chơi trống. Đĩa đơn đầu tiên của họ có tên "Love Letter" và đã được phát hành cùng với album hoàn chỉnh thứ hai của F.T.Island - Double Day và CD thứ 2 mang tên Two Date mang theo chất trong tất cả các bài hát của F.T. Triple.
Vào 14 tháng 11 năm 2009, F.T. Island bắt tay vào thực hiện chuyến lưu diễn trong nước với tên gọi Men's Stories, với mở màn tại Seoul, Hàn Quốc.

### 2010

#### Chính thức ra mắt tại Nhật Bản,Beautiful Journeyvà thành công tại Đài Loan
Tháng 1 và tháng 2 năm 2010, nhóm đã bắt đầu chuyến lưu diễn của mình tại châu Á, tới Nhật, Thái Lan, Đài Loan, Hồng Kông, Philippines và Singapore.
Sau kỉ niệm 1000 ngày bước vào nền công nghiệp giải trí, họ đến Nhật Bản và ở lại tới cuối tháng 8 để chuẩn bị cho sự ra mắt chính thức dưới tên một nhãn hiệu thu âm mới, Warner Music Japan. Họ cũng bắt đầu một chương trình mới tại Nhật bắt đầu từ 7 tháng 4 năm 2010. Vào ngày 19 tháng 5, F.T. Island phát hành đĩa đơn mới "Flower Rock". Nó đã vào bảng xếp hạng hàng ngày Oricon với vị trí thứ 3 vào ngày 19 tháng 5, ngày phát hàng, và giữ vị trí thứ 4 trong tuần đó.
14 tháng 7, F.T. Island phát hành một đĩa đơn khác mang tên "Brand-new days", nó bao gồm những ca khúc được viết và sáng tác bởi thành viên Song Seung-hyun và Choi Jong-hoon. F.T. Island lưu diễn tại 5 thành phố của Nhật sau khi phát hành 2 đĩa đơn của họ. Họ cũng biểu diễn tại Lễ hội Rock Quốc tế "Summer Sonic 2010" tại Maishima Arena, Osaka, Nhật Bản.
Sau hoạt động tại Nhật Bản, F.T. Island chú tâm vào sự trở lại của họ tại Hàn Quốc vào giữa tháng 8 năm 2010. Mini album mới của họ "Beautiful Journey" và video âm nhạc ca khúc chủ đề Love Love Love chính thức phát hành vào 25 tháng 8 năm 2010. Họ trở lại với màn biểu diễn tại Hàn vào 27 tháng 8 năm 2010. Ca khúc chủ đề của họ đứng đầu nhiều bảng xếp hạng âm nhạc phổ biến tại Hàn Quốc và cũng đạt được ở Quốc tế, đặc biệt là Đài Loan. Choi Jong-hun sáng tác và viết lời cho ca khúc Don Quixote's Song, đây là ca khúc tiếng Hàn đầu tiên được viết bởi thành viên nhóm. Trong suốt tháng 11 và 12, F.T. Island cân bằng hai chuyến biểu diễn riêng biệt, chuyến lưu diễn Beautiful Journey và chuyến lưu diễn So Today..., tại Hàn Quốc và Nhật Bản.
Trong khi quảng bá cho mini album thứ hai của mình, F.T. Island thu âm đĩa đơn tiếng Nhật khác, "So today..." được phát hành vào tháng 11. Ca khúc Boom Boom Boom được sáng tác bởi Choi Jong-hun. Đĩa đơn đạt hạng sáu bảng xếp hạng hàng ngày Oricon. Có khoảng 10,000 người hâm mộ đã đến buổi biểu diễn của họ tại Osaka và Tokyo vào ngày 20 và 21 tháng 11. Nhóm đã tổ chức buổi biểu diễn tại Đài Loan vào 25 tháng 12, mừng Giáng Sinh cùng với 9,000 người hâm mộ. Thành viên cũ, khách mời danh dự Oh Wonbin, giờ ra mắt với tư cách ca sĩ solo đã biểu diễn ca khúc mới của mình, mặc dù nó chưa được phát hành, tại buổi biểu diễn của F.T. Island với 3 ngôn ngữ, Hàn, Nhật và Trung.
Với 100,000 bản album được tiêu thụ tại Đài Loan, F.T. Island đạt được những lời khen trên các phương tiện truyền thông Đài Loan. Tính về vé buổi biểu diễn và các hàng hóa, doanh thu của buổi biểu diễn F.T. Island - Beautiful Journey đạt 20 triệu Đài tệ. Họ là nghệ sĩ Hàn Quốc kiếm được nhiều tiền nhất cuối năm 2010. 4 cơ quan thông tấn, cụ thể là China Times, Yonhap News, Apple Daily và Liberty Times bao phủ về tin tức buổi hòa nhạc của họ, chứng tỏ sự nổi tiếng của ban nhạc. F.T. Island đã phá vỡ nhiều kỉ lục tại Đài Loan với 500,000 lượt tải về trên điện thoại và 10,000,000 lượt tải nhạc.

## Thành viên

### Thành viên hiện tại
- Lee Hong Ki- Ca sĩ chính, gương mặt đại diện, bắt đầu sáng tác (viết cả nhạc và lời) từ 2013 (bài Orange Sky). Sinh ngày 2 tháng 3 năm 1990 (34 tuổi). Ngoài việc ca hát, anh còn lập ra nhãn hiệu thời trang mang tên Skullhong với các mẫu quần áo, trang sức do chính anh thiết kế.
- Lee Jae Jin- Giọng cao, ấm, bassist, thường hát phụ, rapper, là người sáng tác nhiều thứ 2 nhóm. Sinh ngày 17 tháng 12 năm 1991(33 tuổi)
- Choi Min Hwan- Chơi trống, maknae, sinh ngày 11 tháng 11 năm 1992 (32 tuổi). Anh đã lập gia đình vào năm 2017 và có con. Vợ anh là Yulhee (cựu thành viên nhóm nhạc nữ Laboum).

### Thành viên cũ
- Oh Won Bin- Hát phụ và hát rap, chơi guitar, Rapper, đôi khi chơi Harmonica. (Anh cũng là 1 ca sĩ solo trong nhóm) Sinh ngày 26 tháng 3 năm 1990 (30 tuổi). Anh trực thuộc FNC Entertainment dưới tư cách ca sĩ solo (2009 - 2013),từng cho ra single I love you and I love you cùng Miryo (cựu thành viên nhóm Brown Eye Girls), JIHO Entertainment với tư cách diễn viên (2014 - nay)
- Choi Jong-hoon- Leader, guitar solo, chơi Keyboard,piano, là người sáng tác nhiều nhất nhóm. Sinh ngày 7 tháng 3 năm 1990 (30 tuổi). Choi Jong Hoon rời nhóm, rút khỏi ngành giải trí vào ngày 14 tháng 3 năm 2019 sau loạt bê bối tình dục của club Burning Sun (Choi Jong Hoon là thành viên của chatroom tình dục, quay lén, phát tán clip sex bất hợp pháp) cùng Jung Joon-young, Seungri (Big Bang) và scandal lái xe khi say rượu, hối lộ cảnh sát để che giấu tội (hành vi phạm tội vào năm 2016 nhưng đến khi vụ Burning Sun nổ ra mới bại lộ).
- Song Seung Hyun- Maknae, guitar đệm, hát phụ, rapper. Sinh ngày 21 tháng 8 năm 1992 (28 tuổi).

## Các hoạt động khác
- Lee Hong Ki- diễn viên trong bộ phim You're Beautiful (Cô nàng đẹp trai), và là thành viên của chương trình KBS 100 points out of 100 points cùng với Taec Yeon (2PM), Minho (SHINee), Simon D (Supreme Team), San-E, Min (Miss A) và Hyo Rin (SISTAR).

- Diễn viên chính trong bộ phim Muscle Girl của đài TBS/MBS Nhật Bản cũng với Ichikawa Yui.
- Diễn viên chính trong phim Cô dâu thế kỷ (Bride of the Century. Bộ phim tuy được sản xuất vào năm 2014 bởi TV Chosun - một nhà đài nhỏ nhưng được đánh giá cao bởi khả năng diễn xuất lạnh lùng và cũng không kém phần tình cảm, sâu lắng của Lee Hong Ki, khác 180° so với nhân vật Jeremy của Cô nàng đẹp trai.
- Diễn viên chính trong phim Nông dân hiện đại (Modern Farmer) do đài SBS Seoul Broadcasting System sản xuất năm 2014, qua đó anh được đánh giá cao bởi khả năng diễn xuất hài hước, tình cảm và giọng hát mạnh mẽ, cảm xúc của một vocalist của rock band.
- Diễn viên thứ chính trong phim A Korean Odyssey - Hoa Du Ký (2019) do đài SBS Seoul Broadcasting System sản xuất. Đây là bộ phim rom-com remake theo bối cảnh hiện đại của phim Tây du ký. Trong phim anh vào vai P.K - hình tượng Trư Bát Giới, ca sĩ có giọng hát mê hoặc, ngoại hình thu hút, tính cách phá phách. Đây là bước ngoặt của anh sau 5 năm trở lại với tư cách diễn viên. Diễn xuất của anh đã nhận được nhiều lời khen bên cạnh các diễn viên Lee Seung-gi, Cha Seung-won và Oh Yeon-seo.
- Song Seung Hyun-thành viên thường trực trong nhiều chương trình Idol Maknae Rebellion cùng với nhiều thần tượng khác như Dongho (U-Kiss), Jinwoon (2AM), Shorry J (Mighty Mouth), Mir (MBLAQ) and Yunhwa (T-Max).

- Từng đóng web drama Investigator Alice (2016) với Kim Nam Joo (Apink).
- Lee Jae Jin - Tham gia bộ phim sitcom dài tập Unstoppable marriage năm 2007 cùng với Soo Young và Yu Ri (SNSD).

- tham gia diễn xuất trong vở nhạc kịch Sonagi năm 2009.
- Diễn viên phụ trong Flatterer (2015) cùng Yoon Bo-ra (Sistar), My Only Love Song (2017) cùng Lee Jong-hyun (CNBLUE), Gong Seung-yeon và Unnie is alive (Band of Sisters) (2017) cùng Kim Da-som (Sistar), Kim Ju-hyeon, Jin Ji-hee, Sung Hyuk.
- 2015, Choi Jong Hoon tham gia webtoon Prince of prince cùng với Shin Hye-jeong (AOA)

## Headline

### Sự cố Gayo Daejun
Trong thời gian lễ hội Gayo Daejun cuối năm 2008, FT Island được thực hiện trên các lễ hội của SBS. Bởi vì lịch trình bận rộn, Hong Ki đã bị bệnh. Anh bị kiệt sức, mệt mỏi và có vấn đề với giọng của mình. Tuy nhiên, anh vẫn tiếp tục thực hiện, kết quả là anh dần dần bị mất giọng. Sau đó, anh bị ngã và được đưa đến bệnh viện để được điều trị y tế. Cư dân mạng đầu tiên khẳng định rằng đây là "sự giải nghệ" của Hong Ki, nhưng sau đó giả định thay đổi sau khi họ biết về bệnh của anh. Hong Ki tự cảm thấy xấu hổ với sự việc đó và đã công khai xin lỗi tất cả mọi người, đặc biệt là "Primadonnas" (người hâm mộ FT Island) cho sự kiện đó.

### Oh Won Bin chia tay ban nhạc
Cựu thành viên Oh Won Bin chính thức rời nhóm vào ngày 28 Tháng 1 2009. Các sự cố bất ngờ về thành viên thay thế nhanh chóng tạo ra các câu hỏi trong số các fan hâm mộ. FNC Music sau này nói rằng việc rời nhóm của Won Bin là vì "sự khác biệt trong âm nhạc". Won Bin đã nói rằng anh đang theo đuổi một sự nghiệp solo và hiện đang được quản lý bởi FNC Entertainment- cùng công ty với FT Island.

### Choi Min Hwan ngất xỉu
Thành viên trẻ tuổi nhất Choi Min Hwan bị ngất vào ngày 23 tháng 3 trong quá trình quay bộ phim của mình. Anh đã nhanh chóng được đưa đến bệnh viện điều trị. Không có gì nghiêm trọng xảy ra và anh đã có thể về ngày hôm sau. F&C nói rằng anh đã trở nên ngày càng mệt mỏi bởi vì các hoạt động âm nhạc của mình và bộ phim của mình. Ngoài ra, anh đã bị cảm lạnh nghiêm trọng và dường như đã làm việc quá sức mình.

### FT Island bị mắc kẹt tại Cebu
FT Island, tại Cebu (Philippines) vào ngày 25 tháng 9 để quay video cho album tiếng Nhật "Raining". Tuy nhiên, họ lại bị cô lập do mùa mưa bão ở Philippines. Khi nhận được tin tức này, công ty F&C được gọi để kiểm tra xem bất cứ điều gì sai. Trong khi mưa bão, tín hiệu đã mất do thiệt hại bão, do đó cắt bỏ bất kỳ kết nối với phi hành đoàn. May mắn thay, F&C cuối cùng đã liên lạc với các phi hành đoàn vào buổi chiều và đã có thể thở phào nhẹ nhõm với báo cáo rằng tất cả mọi người được an toàn. Việc quay video kết thúc ít ngày sau đó và FT Island đã có thể bay trở về Hàn Quốc.

### Lee Hong Ki ngã trên băng, nhập viện
Trong khi đang thực hiện bộ phim Bride of the Century, Lee Hong Ki đã trượt ngã trên đường về nhà, anh bị rạn xương mặt, trật khớp vai và cần 6 tuần để hồi phục. Mặc dù fan đã cổ vũ tinh thần nhưng một số netizen lại cáo buộc Hong Ki cố tình té ngã để trốn tránh nghĩa vụ quân sự. Sự việc này đã làm leader Choi Jong Hoon tức giận, anh đăng trên twitter của mình rằng netizen đã đi quá xa khi tổn thương một người đang chịu đau đớn như vậy.

### Lee Hong Ki hẹn hò và chia tay với Han Bo Reum
Ngày 9 tháng 11 năm 2016, Lee Hong Ki và Han Bo-reum chính thức công khai hẹn hò. Vào tháng 8 năm 2016, đã có tin đồn 2 người hẹn hò nhưng cả hai đã phủ nhận. Ngay trước ngày chính thức công bố hẹn hò, Lee Hong Ki đã tuyên bố đang có người yêu trên chương trình "Kiss The Radio" do chính anh làm DJ. Đáng tiếc, cặp đôi đã đường ai nấy đi sau 3 tháng hẹn hò. Vào ngày 8 tháng 2 năm 2017, Lee Hong Ki đã thừa nhận điều này khi livestream, uống rượu cùng bạn bè, trò chuyện với fan bằng tiếng Anh và khóc rất nhiều. Sau hôm đó, FNC Entertainment và KeyEast Entertainment chính thức xác nhận cặp đôi đã chia tay vì lịch trình bận rộn, Lee Hong Ki bận rộn với lịch trình cho tour diễn The Truth, Han Bo-reum bận rộn với lịch trình chụp tạp chí.

## Danh sách album

### Album phòng thu
| Thông tin về album | Danh sách ca khúc |
| --- | --- |
| Cheerful Sensibility (Vol. 1) - Album tiếng Hàn Quốc đầu tiên - Ngày phát hành: 7/6/2007 - Bán: 82,880+ - Ngôn ngữ: Hàn Quốc  | 1. 사랑앓이 (Love Sick) 2. 행복합니다 (I'm Happy) 3. 천둥 (Thunder) 4. 한 사람만 (Only One Person) 5. 집착 (Cling) 6. 남자의 첫 사랑은 무덤까지 간다 (A Man's First Love Follows Him to the Grave) 7. 하지 말래요 (They Said to Stop) 8. F.T. Island 9. Reo Reo 10. Primadonna 11. 마중 (Meeting) 12. 사랑하는 법을 몰라서 (Because I Didn't Know How to Love) 13. 첫 키스 (First Kiss) |
| The Refreshment (Special Repackage Album) - Album Repackaged - Ngày phát hành: 3/12/2007 - Bán: 36,957+ - Ngôn ngữ: Hàn Quốc  | - Đĩa 01. Emotional Chapter 1. 너 올 때까지 (Until You Return) 2. 사랑이야 (It's Love) 3. 눈물이 더 가까운 사람 (A Person Who's Closer to Tears) 4. 사랑앓이 (Love Sick) 5. 행복합니다 (I'm Happy) 6. 천둥 (Thunder) 7. 한사람만 (Only One Person) 8. 집착 (Cling) 9. 남자의 첫 사랑은 무덤까지 간다 (A Man's First Love Follows Him To The Grave) 10. 하지말래요 (They Said to Stop) - Đĩa 02. FT Island Chapter 1. FT Island 2. Reo Reo 3. Primadonna 4. 마중 (Meeting) 5. 사랑하는 법을 몰라서 (Because I Didn't Know How to Love) 6. 첫 키스 (First Kiss)              |
| Prologue of F.T. Island -Soyogi- - Album tiếng Nhật đầu tiên - Ngày phát hành: 7/6/2008 - Ngôn ngữ: Hàn Quốc, Nhật, tiếng Anh | 1. Friendship 2. ミライジテンシャ (Mirai Jitensha) 3. Soyogi 4. Stars 5. A Song for You 6. F.T. Island 7. Primadonna 8. Always Be Mine |
| Colorful Sensibility (Vol. 2) - Album tiếng Hàn thứ 2 - Ngày phát hành: 25/8/2008 - Bán: 40,000+ - Ngôn ngữ: Hàn Quốc         | 1. 사랑후애(譃愛) (After Love) 2. 여자는 몰라 (Girls Don't Know) 3. 그대는 사랑입니다 (You Are My Love) 4. Love is 5. 멋쟁이 vs 예쁜이 (FT vs PRI) (The Cool vs The Pretty) 6. 외워두기 (Memorize) 7. 미워하고 원망하고 (Hate and Resentment) 8. 1분 1초도 (Even for 1 Minute and 1 Second) 9. 사랑하지마요 (Don't Love) 10. 사랑이라 부르는 이름 (A Name Called Love) 11. Troublemaker 12. Train |
| Colorful Sensibility Part 2 (Vol. 2.5) - Phần 2 của album - Ngày phát hành: 17/10/2008 - Ngôn ngữ: Hàn Quốc                   | 1. 너를 사랑해 (Love Is…) 2. Heaven 3. 너의 안부를 물을 때 (When I Worry About Your Well-Being) 4. 바램 (Prayer) 5. 내 오랜 그녀와 해야 할일 (The Thing I Should Have Continued With Her) 6. 그대는 사랑입니다 Remix (You Are My Love Remix) |
| Jump Up - Album mini tiếng Hàn - Ngày phát hành: 17/2/2009 - Ngôn ngữ: Hàn Quốc                                               | 1. 나쁜여자야 (Bad Woman) 2. 인형처럼 (Like a Doll) 3. 마법 (Magic) 4. Missing U 5. 그대와나 (You and Me) 6. 어쩌란말이야 (What Can I Do?) |
| Cross & Change (Vol. 3) - Album tiếng Hàn thứ 3 - Ngày phát hành: 16/7/2009 - Ngôn ngữ: Hàn Quốc                              | 1. 빙빙빙 (Bing Bing Bing) 2. 바래 (I Hope) 3. 미우나 고우나 (Love It, Hate It) 4. 천사와 나무꾼 (Angel and Woodsman) 5. 소년 소녀를 만나다 (소나기) (Boy Meets Girl) (Rain Shower) 6. 결혼해줘 (Marry Me) 7. 꼭은 아니더라도... (Even If It's Not Necessary...) 8. 첫눈에 알아 (I Knew from First Sight) 9. 보내주기 (Send Away) 10. 못난이 (Ugly) 11. 남의 속도 모르고 (Make Little of Others) 12. 바래 (Ver. 2) (I Hope Ver. 2) |
| Double Date - Album Repackaged thứ 2 - Ngày phát hành: 26/10/2009 - Ngôn ngữ: Hàn Quốc                                        | - One Date 1. Lie 2. 사랑이 왔나봐 (Love Must Have Come) 3. A Song For You 4. 빙빙빙 (Bing Bing Bing) 5. 바래 (I Hope) 6. 미우나 고우나 (Love It, Hate It) 7. 천사와 나무꾼 (Angel and Woodsman) 8. 소년 소녀를 만나다 (소나기) (Boy Meets Girl) (Rain Shower) 9. 결혼해줘 (Marry Me) 10. 꼭은 아니더라도... (Even If It's Not Necessary...) 11. 첫눈에 알아 (I Knew from First Sight) 12. 보내주기 (Send Away) 13. 못난이 (Fool) 14. 남의 속도 모르고 (Make Little of Others) - Two Date 1. 러브레터 (Love Letter) 2. 멀리멀리 (Far Away) 3. 꼬집어봐도 (Try Pinching Me) |
| So Long, Au Revoir - Album tiếng Nhật thứ 2 - Ngày phát hành: 16/12/2009 - Ngôn ngữ: Hàn, Nhật, Anh                           | 1. Ready Go!! 2. Live Like a Musical 3. TV Radio 4. Everything Is Possible 5. I Believe Myself 6. Raining 7. Moonlight Angel 8. You’ll Be in My Heart 9. It’s U 10. The One 11. Winter’s Night 12. Bonus track (FT Island’s commentary) |
| Japan Special Album (Vol.1) - Album tiếng Nhật thứ 3 - Ngày phát hành: 15/4/2010 - Ngôn ngữ: Hàn, Nhật, Anh                   | 1. Friendship 2. ミライジテンシャ (Mirai Jitensha) 3. Soyogi 4. Stars 5. A Song for You 6. F.T. Island 7. Primadonna 8. Always Be Mine 9. The One 10. Live Like A Musical 11. You'll Be In My Heart 12. The One (Instrumental) |
| Beautiful Journey - Album mini tiếng Hàn thứ 2 - Ngày phát hành: 26/8/2010 - Ngôn ngữ: tiếng Hàn, tiếng Anh                   | 1. 사랑사랑사랑 (Love Love Love) 2. 굳은 살이 박혀버려... (Calluses Being Stuck...) 3. Baby Love 4. 미친 듯이 너 하나만 (Crazily Looking Only At You) 5. 돈키호테의 노래 (Don Quixote's Songs) |
| Satisfaction - Album mini tiếng Nhật - Ngày phát hành: 2011 - Ngôn ngữ: tiếng Nhật                                            | 1. Satisfaction 2. Friend 3. I want |
| Five Treasure Island - Album tiếng Nhật thứ 4 - Ngày phát hành: 2011 - Ngôn ngữ: tiếng Nhật                                   | 1. Flower Rock 2. SATISFACTION 3. Haruka (ハルカ; Distant) 4. Brand-new days 5. Mi･ra･i 6. Itsuka (いつか; Someday) 7. So today... 8. Yume 9. Rock'n'roll 10. Boom Boom Boom 11. Music Life 12. Friends 13. Treasure |
| Return - Album mini tiếng Hàn thứ 3 - Ngày phát hành: 2011 - Ngôn ngữ: tiếng Hàn                                              | 1. Hello Hello 2. Oh 3. I'm Going To Have You 4. I'm Going To Confess 5. Sunshine Girl |
| Five Treasure Box - Album phòng thu thứ 4 - Ngày phát hành: 2012 - Ngôn ngữ: tiếng Hàn                                        | 1. I wish 2. Your words 3. Stay with me 4. U (All i want is you) 5. Let her go 6. Paper plane 7. Wanna go 8. Life 9. Compass 10. Let it go! |